# Francis Robert Benson
Francis Robert Benson (Royal Tunbridge Wells, Inglaterra; 4 de noviembre de 1858-Londres, Inglaterra; 31 de diciembre de 1939), comúnmente conocido como Frank Benson o F. R. Benson, fue un actor y director teatral británico. Fundó su propia compañía en 1883 y produjo todas las obras de William Shakespeare excepto dos.

## Biografía
Nacido en Royal Tunbridge Wells, Inglaterra, fue educado en el Winchester College y en el New College de Oxford. En la universidad se distinguió tanto como atleta como actor amateur. Como actor se hizo notar por producir en Oxford la primera representación de una obra griega, la Orestíada.
Benson, al dejar Oxford, se dedicó profesionalmente al teatro, haciendo su debut en el Teatro Lyceum en 1882 bajo la dirección de Henry Irving, con la obra Romeo y Julieta, en el papel de Paris. El año siguiente asumió la compañía teatral de Walter Bentley, y a partir de entonces fue ganando importancia, tanto como actor como organizador de prácticamente la única compañía de repertorio moderno en gira por provincias.
Durante algunos años los principales éxitos de Benson se consiguieron fuera de Londres, pero en 1890 tuvo una temporada en la ciudad en el Teatro The Globe, en 1900 en el Teatro Lyceum, y en años posteriores su repertorio pudo verse en el Teatro Coronet.
Desde el principio se dedicó principalmente a la producción de obras de Shakespeare, reponiendo muchas que no habían sido representadas durante generaciones. A partir del año 1888 dirigió el festival shakesperiano de Stratford-upon-Avon.
Sus habilidades románticas e intelectuales como actor, combinadas con su porte atlético y pintoresco, además de su excelente elocución, contribuyeron al desarrollo de sus interpretaciones, entre todas las cuales destaca su Hamlet —en 1900 produjo esta obra en Londres—, su Coriolano, su Ricardo II, su Rey Lear y su Petruchio.
Richard III (1911) es una de sus actuaciones para el cine que se conservan. Además de interpretar el papel principal, dirigió la película, producida por Co-operative Cinematograph Co.
Benson fue nombrado Sir —Knight Bachelor— tras una representación de Julio César en el Teatro Royal de Drury Lan en 1916.
Estuvo casado desde 1886 con Constance Benson, que actuó en su compañía e interpretó primeros papeles con él. Falleció en Londres en el año 1939.